# Faro de Morro Jable
El faro de Morro Jable es un faro situado en la punta del Matorral, donde la playa del Matorral de Jandía hace una inflexión hacia el Atlántico, en el municipio de Pájara, Fuerteventura (islas canarias, España). La denominación proviene de Morro Jable, el puerto más cercano de la costa sur de la isla, Se encuentra en una extensión de costa entre los faros de La Entallada, al norte, y de Punta Jandía, al sur. 

## Obras y equipamiento
La construcción del faro se incluyó dentro del Plan de Señales Marítimas 1985/89 del Ministerio de Obras Públicas español y se encargó al ingeniero Mariano Navas y al arquitecto Enrique Martínez Tercero. Estos concibieron un faro singular, que debía servir como hito y referente en su entorno, al estilo de los viejos faros ingleses.
El faro se construyó en la década de 1990, entrando en servicio la noche del 18 de febrero de 1996. En la obra civil se invirtieron 118 534 384 pesetas, a las que sumaron los 17 178 000 del importe de la linterna.
La edificación se resolvió con una única torre troncocónica, exenta de otras edificaciones, de cerca de 60 metros de altura dado que su base está ubicada a pocos metros sobre nivel del mar. El fuste, construido en hormigón armado, tiene un diámetro de 11 metros en su base, disminuyendo progresivamente en altura hasta los 7 metros que se alcanzan en el collarino que remata la torre, resuelto con un cuerpo poligonal acristalado, y que soporta la terraza cuadrada sobre la que se ubica la linterna construida por la casa Pintsch-Bamag e instalada en el verano de 1992.  
La sencillez de la torre, de gran esbeltez y pintada completamente en blanco, confiere al faro ese aspecto tan característico que lo ha convertido en un referente de lámpara-hito, divisándose claramente a lo lejos gracias a su gran altura. No dispone de pabellón de servicios anexo y para subir desde la base a la linterna, que se encuentra a 62 metros de altura sobre el terreno, hay que hacerlo a través de un ascensor o de una escalera adosada en espiral a las paredes interiores de la torre, en la que se han practicado unos pequeños ventanales vericales para la entrada de luz natural.
La linterna es una cúpula de cristal de 3,7 metros de alto compuesta de dos cuerpos: el primero y principal tiene 3,17 metros de diámetro, es visitable y alberga la óptica. Adosado al primero, el segundo cuerpo es más pequeño, de sólo 1,85 metros de ancho, y sirve para el acceso a la terraza desde el cuerpo principal. La linterna es esférica y completamente acristalada con montantes inclinados, con cúpula diáfana y rematada con un cupulino tipo Trinity House. Dentro de ella se alberga la óptica catadióptrica que gira mediante un motor electromagnético, que incluye a su vez los reflectores y dos lámparas de descarga, de 400 vatios de potencia, montadas sobre cambiador automático, que emiten una luz de color blanco a razón de un grupo de dos destellos largos con un intervalo de 10 segundos entre grupos. Los destellos tienen un alcance máximo de 20 millas náuticas. Desde hace algunos años, en la parte de la linterna que da al mar, bajo su rasante visual, se instaló un radar de vigilancia marítima.
Se trata de un faro moderno, que se encuentra totalmente automatizado y funciona mediante energía eléctrica convencional conectado a la red pública, contando con un grupo de baterías que garantizan el mantenimiento del servicio en caso de desconexión o fallo en la red eléctrica.
Por su posición estratégica, frente a las urbanizaciones turísticas que se levantan a su alrededor, en su torre se han instalado varias antenas repetidoras de telefonía móvil disimuladas de tal forma que no producen mayor impacto.

## Entorno

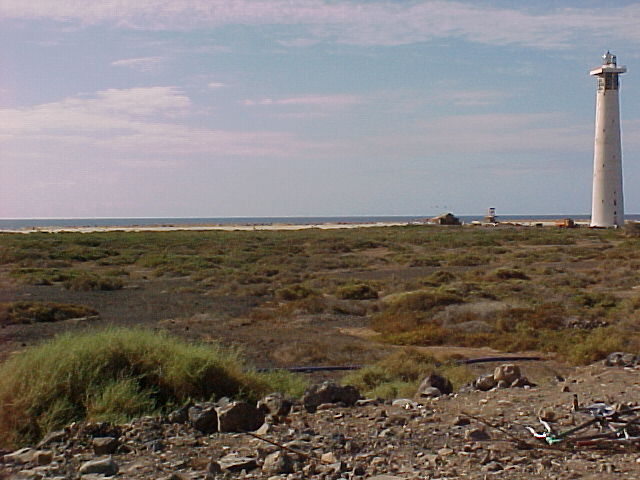
Saladar con el faro al fondo. En 1997 se inició un Proyecto Life para la recuperación del saladar.

El faro de Morro Jable se levanta en el paraje natural de la playa del Matorral en donde se encuentra una zona de 115'6 hectáreas, espacio natural protegido de interés científico, declarado así en 1994 por el Gobierno de Canarias. El objetivo de esta declaración es conservar la mejor representación de un ecosistema costero muy peculiar: el saladar de Jandía. 
Es una comunidad vegetal que soporta inundaciones periódicas producidas por la pleamar. La principal dificultad que los vegetales tienen que superar es la enorme concentración de sal que absorben. Es frecuente que en la pleamar esta zona del saladar, a cientos de metros tierra adentro de la línea de costa en marea baja, se inunde con agua de mar formándose curiosas charcas de salmuera cuando el agua, por la acción solar, comienza a evaporarse. Esto crea un hábitat propicio para que se acerquen a él comunidades de aves marinas que recalan para nidificar al abrigo de sus matorrales.
El océano, en el continuo subir y bajar de las mareas, actúa como elemento determinante de esta comunidad tan singular. Aunque el litoral pueda presentar un fuerte oleaje, normalmente una barrera natural de rocas o arena actúa de protección adquiriendo el hábitat un elevado grado de estabilidad.
Aun siendo el enclave geográfico de este faro la península de Jandía no debe confundírsele con el faro de Punta Jandía que se encuentra más al sur, en el confín más meridional de la isla de Fuerteventura.